# Le Locataire (film)
Pour les articles homonymes, voir Le Locataire.
Pour plus de détails, voir Fiche technique et Distribution.
Le Locataire est un film dramatique français de Roman Polanski sorti en 1976. Il est adapté du roman Le Locataire chimérique de Roland Topor, publié en 1964 aux éditions Buchet/Chastel.

## Synopsis
Trelkovsky, un homme timide et réservé, visite un appartement vacant pour le louer. Lors de la visite, la concierge lui apprend que Simone Choule, l'ancienne locataire, a voulu se suicider sans raison apparente, en se jetant de la fenêtre de l'appartement. Après le décès de l'ancienne locataire, il emménage. Les divers habitants tiennent particulièrement au calme et à la respectabilité de l'immeuble. Il devient peu à peu paranoïaque et se met à imaginer que tous ses voisins le poussent au suicide.

## Fiche technique
- Titre français : Le Locataire
- Titre anglais : The Tenant
- Réalisation : Roman Polanski
- Scénario : Gérard Brach, Roman Polanski d'après le roman Le Locataire chimérique de Roland Topor
- Assistant réalisateur : Marc Grunebaum, Jean-Jacques Aublanc
- Direction artistique : Albert Rajau, Claude Moesching
- Décors : Pierre Guffroy
- Costumes : Jacques Schmidt
- Photographie : Sven Nykvist
- Son : Jean-Pierre Ruh
- Montage : Françoise Bonnot, assistée de Jacques Audiard ; Michèle Boëhm (son)
- Musique : Philippe Sarde
- Production : Andrew Braunsberg, Alain Sarde (associé), Hercules Bellville (producteur exécutif)
- Sociétés de production : Marianne Productions, Andrew Braunsberg Productions, Paramount
- Sociétés de distribution : Cinema International Corporation (France) ; Paramount Pictures (États-Unis)
- Pays de production :  France
- Langue : anglais (le doublage français a été supervisé par Polanski)
- Format : couleur (Eastmancolor) — 35 mm — 1.66:1 — son monophonique
- Genre : drame, thriller
- Durée : 125 minutes
- Tournage : de novembre 1975 à mars 1976.
- Dates de sortie :
  - France : 26 mai 1976
  - États-Unis : 11 juin 1976
- Film interdit aux moins de 16 ans à sa sortie en France.

## Distribution
- Roman Polanski : Trelkovsky
- Isabelle Adjani : Stella
- Melvyn Douglas : monsieur Zy
- Shelley Winters : la concierge
- Bernard Fresson : Scope
- Claude Dauphin : le mari de l'accident
- Jo Van Fleet : madame Dioz
- Rufus : Georges Badar
- Romain Bouteille : Simon
- Jacques Monod : le cafetier
- Josiane Balasko : l'employée de bureau
- Gérard Jugnot : l'employé
- Michel Blanc : le voisin de Scope
- Florence Blot : madame Zy
- Lila Kedrova : madame Gaderian
- Héléna Manson : l'infirmière
- Patrice Alexsandre : Robert
- Jean-Pierre Bagot : le policier
- Jacques Chevalier : le patron
- Louise Chevalier
- Albert Delpy : un voisin
- Bernard-Pierre Donnadieu : le serveur du bar
- Alain Frérot : le clochard
- Louba Guertchikoff : la femme de l'accident
- Raoul Guylad : le prêtre
- Eva Ionesco : la fille de Madame Gaderian
- Maïté Nahyr : Lucille
- André Penvern : le serveur du café
- Dominique Poulange : Simone Choule
- Jacques Rosny : Jean-Claude
- Serge Spira : Philippe
- Vanessa Vaylord : Martine
- François Viaur : le sergent de police
- Claude Piéplu : le voisin du dessus
- Marie-Christine Descouard : une des femmes au bar

## Production

### Genèse
Avec Répulsion et Rosemary's Baby, Le Locataire fait partie de la trilogie de Roman Polanski sur le thème des appartements maudits.

### Distribution
Roman Polanski tient ici le premier rôle, il n'est cependant pas crédité comme acteur au générique comme ce fut le cas dans Le Bal des vampires.
Il s'agit du premier film de la carrière d'Eva Ionesco, alors âgée de 11 ans.
Le film contient par ailleurs quelques apparitions : celle du producteur Alain Sarde, frère de Philippe Sarde, dans le rôle de l'homme qui regarde Trelkovsky et Stella au cinéma, celles de trois membres de la troupe du Splendid (Josiane Balasko, Gérard Jugnot et Michel Blanc) et celles de trois membres du Café de la Gare (Romain Bouteille, Rufus et Marie-Christine Descouard).

### Tournage
Le tournage s'est déroulé de novembre 1975 à mars 1976 à Paris et aux Studios Éclair d'Épinay-sur-Seine, en Seine-Saint-Denis, où l'immeuble a été reconstitué. Comme il n'était pas possible de construire plus de deux étages en studio, on utilisa un miroir à la base pour donner l'illusion que l'immeuble en avait quatre. L'une des scènes du film est tournée dans l'atelier-loft parisien de la rue des Apennins du peintre péruvien Herman Braun-Vega qui fait une apparition dans son propre rôle de propriétaire du loft.
Le Locataire est le premier long métrage à utiliser la grue Louma, notamment pour son plan d'ouverture.
Le film a été tourné en anglais. La plupart des acteurs français jouent en anglais puis sont doublés pour la version française.

### Musique
Philippe Sarde, le compositeur, utilisa le glass-harmonica après que Polanski eut fait semblant de faire chanter son verre au restaurant.

## Autour du film
- Roland Topor affirma plus tard que l'adjectif « chimérique » du titre de son roman qui inspira le film avait été abandonné par les producteurs parce qu'ils craignaient que le public ne le comprenne pas[5].
- Roman Polanski se double lui-même à la fois en français et en italien, langues qu'il maîtrise plus ou moins, maîtrise courante pour la première et notions pour l'autre. C'est le seul film pour lequel il a assuré le doublage de rôle qu'il incarne dans une autre langue que le français.

## Distinctions

### Nomination et sélection
- César 1977 : meilleur décor pour Pierre Guffroy
- Sélectionné en compétition officielle au festival de Cannes 1976.